# Sheshonq V
Sheshonq V (o Shoshenq V), Sesonquis V, o Aakheperra Sheshonq, faraó de la dinastia XXII d'Egipte, monarca de Leontòpolis entre 767 i 730 aC., durant el Tercer Període Intermedi.

## Biografia
Fill i successor de Pami, com es descriu a l'estela del Serapeum de Saqqara, datada el 9è any del seu regnat. Es va casar amb Tadibastet II i va tenir un fill: Osorkon IV.
Sota aquest monarca, el poder reial continua afeblint-se. El rei només controla una zona del nord del país. El 747 aC. es constitueixen tres nous regnes, a més a més del de Leontòpolis: a Heracleòpolis, Hermòpolis i Licòpolis (Asiut).
Els Kushites prossegueixen la seva campanya i ocupen Tebes. A la seva mort, li succeeix el seu fill Osorkon IV.

## Testimonis de la seva època
Sheshonq V erigeix un bell monument a Tanis, dedicat a la tríade Tebana.
Objectes
- Estela datada el 22è any del rei (Museu Petrie, UC14534)
- Esteles del Serapeum de Saqqara, al Museu del Louvre

| Predecessor: Pami | Faraó Dinastia XXII | Successor: Osorkon IV |